# Bagg Street Shul
Bagg Street Shul, ou Beth Shloime (anciennement Congrégation du Temple Solomon) est une synagogue orthodoxe située au 3919 rue Clark (coin rue Bagg) à Montréal, dans la province de Québec, au Canada.

## Histoire
Dans les années 1900, à la suite de l'immigration massive, une grande communauté juive s'installe dans l'ancien quartier juif de Montréal, vers le Boulevard Saint-Laurent. Elle commence à décliner vers les années 1950, lorsque de nombreuses personnes ont commencé à quitter le quartier. Elle est la plus ancienne synagogue toujours en activité dans sa congrégation originelle et à son emplacement d'origine au Québec,,. En 2008, la congrégation comptait 50 familles membres.